# Royaume d'Hérode
37 av. J.-C. – 4 av. J.-C.
Entités précédentes :
- Empire parthe : 
 Royaume hasmonéen

Entités suivantes :
- République romaine : 
 Tétrarchie hérodienne

Le Royaume hérodien de Judée, était un royaume client de l'Empire romain. Hérode le Grand est nommé « roi des Juifs » par le Sénat romain en -40, mais son règne effectif commence en -37, après la conquête du territoire et la prise de Jérusalem. Le royaume comprend initialement la Judée, la Samarie, l'Idumée, la Pérée et la Galilée. En -24, son territoire est étendu avec les territoires de Batanée, d'Auranitide, et de Trachonitide, dont il est seulement le Tétrarque. À la mort d'Hérode en -4, le royaume est partagé entre ses fils. Hérode Archélaüs est nommé ethnarque de Judée, et deux autres fils obtiennent des territoires avec le titre de Tétrarque. Sa sœur Salomé obtient aussi des territoires dont elle perçoit les revenus mais qui sont administrés par Archélaüs.

## Contexte

### Participation romaine au Levant
La première intervention de Rome dans la région remonte à -63 avec la création de la province de Syrie à la suite de la troisième guerre de Mithridate. Après avoir vaincu Mithridate VI, roi du Pont, Pompée le Grand s'empara de Jérusalem en -63. La reine hasmonéenne Salomé Alexandra étant décédée peu de temps auparavant, ses deux fils Hyrcan II et Aristobule II se déchiraient en une guerre civile fratricide. En -63, Aristobule fut assiégé dans Jérusalem par les armées de son frère. Aristobule envoya un émissaire à Marcus Aemilius Scaurus, représentant de Pompée dans la région, lui proposant une énorme somme d'argent pour qu'il vienne le délivrer, ce que Pompée accepta sans hésiter. Par la suite, Aristobule accusa Scaurus d'extorsion. Mais, comme Scaurus était le beau-frère et protégée de Pompée, celui-ci, en représailles, rétablit Hyrcan sur le trône en tant que Prince et Grand Prêtre.
Après la victoire de César sur Pompée Hyrcan fut remplacé, comme gouverneur de la Judée, par son conseiller Antipater « l'Iduméen », également connu sous le nom d'Antipas. En 57–55 avant J.-C., Aulus Gabinius, proconsul de Syrie, avait divisé l'ancien royaume hasmonéen en cinq territoires gouvernés par cinq différentes cours (ou sanhédrins).

### Invasion parthe et intervention romaine
Après l'assassinat de Jules César en -44, Quintus Labienus, général romain républicain et ambassadeur auprès des Parthes, s'allia à ses assassins  Brutus et de Cassius dans la guerre civile des Libérateurs. À la suite de leur défaite, Labienus se réfugia chez les Parthes, qu'il aida à envahir certains territoires romains en -40. L'armée parthe traversa l'Euphrate et Labienus réussit à  rallier à sa cause certaines garnisons romaines de Marc Antoine cantonnées en Syrie. Les Parthes divisèrent leur armée en deux, et Pacorus Ier, avec ses troupes, conquit tout le littoral du Levant depuis la côte phénicienne jusqu'à la Judée.

« Antigone II Mattathiah [...] incita les Parthes à envahir la Syrie et la Palestine [et] les Juifs se levèrent avec empressement pour soutenir le descendant de la maison des Maccabées,  et ils chassèrent les Iduméens détestés avec leur roi juif fantoche. La lutte entre le peuple et les Romains avait, en réalité, commencé, malgré le fait qu'Antigone II Mattathias, (qui,) une fois placé sur le trône par les Parthes, entreprit de piller et harceler les Juifs, se réjouissant de la restauration de la ligne hasmonéenne,  pensait qu'une nouvelle ère d'indépendance était venue. »

Quand Phasaël, fils aîné d'Antipater, et Hyrcan II se rendirent en ambassade chez les Parthes, ceux-ci les firent prisonniers. Antigone, qui était présent, coupa les oreilles d'Hyrcan, pour le rendre inapte aux fonctions de Grand Prêtre, tandis que Phasaël était exécuté. Antigone, dans le nom hébreu était Mattathias, ne porta le double titre de Roi et Grand Prêtre que pendant trois ans. Il n'avait pas éliminé Hérode, qui s'était enfui en exil et avait sollicité le soutien de Marc Antoine. Hérode fut nommé « Roi des Juifs » par le Sénat romain en -40 :
Antoine « décida alors de faire nommer (Hérode) roi des Juifs…(et) il expliqua au Sénat que c'était leur intérêt dans la guerre contre les Parthes que Hérode soit roi; ils votèrent donc à l'unanimité cette décision. Et quand le Sénat se sépara, Antoine et César (Auguste) sortirent, chacun d'un côté d'Hérode, précédés du consul et du reste des magistrats, pour offrir des sacrifices (aux dieux romains) et déposer le décret au Capitole. Antoine donna même un festin en l'honneur d'Hérode pour le premier jour de son règne. »
La rivalité dura encore quelques années, étant donné que la plus grande partie des forces romaines étaient engagée contre les Parthes et qu'il ne leur restait que peu de troupes pour seconder Hérode. À la suite de la défaite des Parthes, Hérode l'emporta sur son rival en -37. Antigone fut livré à Antoine, et exécuté peu après, ce qui marqua la fin de la domination hasmonéenne sur la Judée.

## Règne d'Hérode

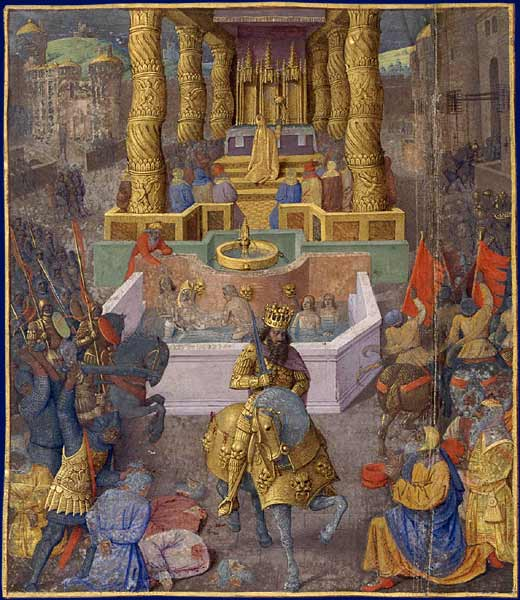
La prise de Jérusalem par Hérode le Grand en -37, par Jean Fouquet, fin du XVe siècle.

Le roi Hérode est connu parmi les archéologues comme Hérode le Bâtisseur et, sous son règne, la Judée connut un accroissement sans précédent de la somme des constructions, modifiant du même coup la physionomie de la région. Sous sa direction, des projets tels que la forteresse de Massada, l'Hérodion, ou le grand port Césarée maritime furent menés à bien.

### Destin de la dynastie hasmonéenne sous Hérode
Pendant le règne d'Hérode, les derniers descendants des Hasmonéens furent éliminés. Antigone II Mattathiah n'était pas le dernier Hasmonéen. Aristobule III, petit-fils d'Aristobule II par le fils aîné de celui-ci, fut brièvement fait Grand Prêtre, mais rapidement exécuté (en -36), victime de la jalousie d'Hérode. Sa sœur, Mariamne était l'épouse d'Hérode, mais fut, elle aussi, victime de sa jalousie notoire. Les fils qu'elle avait eu d'Hérode, Aristobule IV et Alexandre, parvenus à l'âge adulte, furent exécutés eux aussi par leur père.
Hyrcan II en exil chez les Parthes depuis -40, vécut jusqu'en -36 parmi les Juifs de Babylone, qui lui témoignaient le plus grand respect. Cette année-là Hérode, craignant qu'Hyrcan ne réussisse à convaincre les Parthes de l'aider à retrouver son trône, l'invita à rentrer à Jérusalem. Les Juifs babyloniens le mirent en garde en vain. Hérode le reçut avec les plus grandes marques de respect, lui réservant la place d'honneur à sa table et la présidence du conseil d'état, en attendant une occasion de l'éliminer. En tant que dernier des Hasmonéens, Hyrcan constituait un rival trop dangereux pour Hérode. En -30, accusé de complot avec le roi des Nabatéens, Hyrcan fut condamné et exécuté.

Les rois hérodiens ultérieurs, Agrippa Ier et Agrippa II, avaient du sang hasmonéen, dans la mesure où le père d'Agrippa Ier était Aristobule IV, fils d'Hérode et de Mariamne l'Hasmonéenne. Mais, n'étant pas descendants par filiation  masculine directe, ils n'étaient donc pas tenus pour légitimes par une grande partie de la population juive.

## Démantèlement et création des tétrarchies
Hérode mourut en -4, et son royaume fut partagé entre ses fils, qui reçurent le titre de tétrarques (gouverneurs d'une des quatre divisions d'une région). L'une de ces divisions était la Judée, correspondant à l'ancien royaume de Juda. Hérode Archélaos, fils d' Hérode, gouverna si mal la Judée qu'il fut destitué par l' empereur romain Auguste, qui chargea Quirinius de gouverner directement au nom des Romains, et ce à la demande même du peuple d'Hérode Archélaos. Ainsi fut formée la Province romaine de Judée. Un autre fils d'Hérode, Hérode Antipas, fut tétrarque de Galilée et Pérée de -4 jusqu’en 39, où il fut démis par Caligula.